# Ranunculus macranthus
Ranunculus macranthus Scheele – gatunek rośliny z rodziny jaskrowatych (Ranunculaceae Juss.). Występuje naturalnie w Meksyku oraz Stanach Zjednoczonych (w stanach Arizona i Teksas).  

## Morfologia
PokrójBylina o bulwiastych korzeniach.
LiścieSą trój- lub pięciolistkowe. Mają owalny kształt. Mierzą 4–10 cm długości oraz 2,5–9 cm szerokości.
KwiatySą pojedyncze. Pojawiają się na szczytach pędów. Mają 5 eliptycznych działek kielicha, które dorastają do 7–10 mm długości. Mają 10–22 owalnych i żółtych płatków o długości 12–22 mm.
OwoceNagie niełupki o długości 2–4 mm. Tworzą owoc zbiorowy – wieloniełupkę o kulistym lub cylindrycznym kształcie i dorastającą do 8–10 mm długości.

## Biologia i ekologia
Rośnie na podmokłych łąkach i brzegach rzek. Występuje na terenach nizinnych. Kwitnie od marca do maja. 